# 2202-es mellékút (Magyarország)
A 2202-es számú mellékút egy körülbelül öt kilométer hosszú, négy számjegyű mellékút Nógrád vármegye és a Cserhát hegység nyugati részén.

## Nyomvonala
A 2-es főútból ágazik ki, annak a 62+300-as kilométerszelvénye közelében, Borsosberény északi részén. Majdnem pontosan észak felé indul, 2 kilométer után ér be Horpácsra, ahol több kisebb iránytörése lesz. A település központjában, a 2+400-as kilométerszelvénye közelében torkollik bele a 22-es főúttól odáig húzódó 22 102-es út, körülbelül 5,8 kilométer megtétele után. Patak központjának déli részén ér véget, nem sokkal az ötödik kilométerének megtétele után; a 2201-es útba torkollik, amely Nagyoroszitól vezet Dejtárig, és itt 4,4 kilométer teljesítésénél tart.